# Élections générales néo-brunswickoises de 1895
L'élection générale néo-brunswickoise de 1895, aussi appelée la 29e élection générale, eut lieu en octobre 1895 afin d'élire les membres de la 29e législature de l'Assemblée législative du Nouveau-Brunswick, au Canada. L'élection s'est déroulé avant la création des partis politiques.
Sur les 46 députés élus, 34 soutinrent le gouvernement, 9 formèrent l'Opposition officielle et les 3 autres restèrent neutres.